# كول بالمر
كول جيرمين بالمر (بالإنجليزية: Cole Jermaine Palmer) (مواليد 6 مايو 2002) هو لاعب كرة قدم إنجليزي محترف يلعب في مركز خط الوسط الهجومي أو جناح لنادي تشيلسي في الدوري الإنجليزي الممتاز والمنتخب الإنجليزي.
خريج أكاديمية مانشستر سيتي، وشارك في أول مباراة له مع الفريق الأول في عام 2020. وكان لاحقًا جزءًا من التشكيلة التي حققت الثلاثية التاريخية في عام 2023، بالفوز في بالدوري الإنجليزي الممتاز وكأس الاتحاد الإنجليزي ودوري أبطال أوروبا. وقع مع تشيلسي في العام نفسه مقابل مبلغ قدره 40 مليون جنيه إسترليني، وقدَّم موسمًا أولًا رائعًا؛ حيث حصل على العديد من الجوائز، من بينها جائزة لاعب الجماهير في الدوري الإنجليزي لذلك العام من قبل جماهير رابطة اللاعبين المحترفين وجائزة أفضل لاعب شاب في إنجلترا. وفي عام 2025، ساهم بالمر في فوز تشيلسي بدوري المؤتمر الأوروبي وكأس العالم للأندية، واُختِير رجل المباراة في كلتا النهائيتين، كما نال الكرة الذهبية لكونه أفضل لاعب في بطولة كأس العالم للأندية.
مثل بالمر منتخب إنجلترا في مختلف الفئات السنيّة، وكان ضمن المنتخب الذي فاز ببطولة أمم أوروبا تحت 21 عامًا 2023، قبل أن يخوض أول مباراة له مع المنتخب الأول في نفس العام. ومثل بلاده في بطولة أمم أوروبا 2024، وسجل هدف التعادل في المباراة النهائية.

## نشأته
وُلد كول جيرمين بالمر في 6 مايو 2002 في ويذينشو، مانشستر. نشأ مع شقيقته في كنف أسرة متوسطة؛ حيث كان والده يعمل مهندسًا في مجال طب الأسنان، بينما كانت والدته التي تعمل مُقيِّمَة لحالات صعوبات التعلم(عُسر القراءة). لعب والد بالمر كرة القدم في دوري الأحد المحلي للهواة لما يقرب من عقدين من الزمن، وكان بالمر يشاهده بانتظام، مما أثّر في حبه المبكر لكرة القدم. نشأ بالمر في منطقة ويذينشو، وبدأ لعب كرة القدم في نادٍ محلي للهواة يُدعى NJ Wythenshawe.
التحق بالمر بمدرسة جاتلي الابتدائية في ستوكبورت، وتلقى لاحقًا تعليمًا خاصًا في كلية سانت بيد، وذلك ضمن شراكة تعليمية خاصة مع أكاديمية مانشستر سيتي.

## مسيرته الكروية

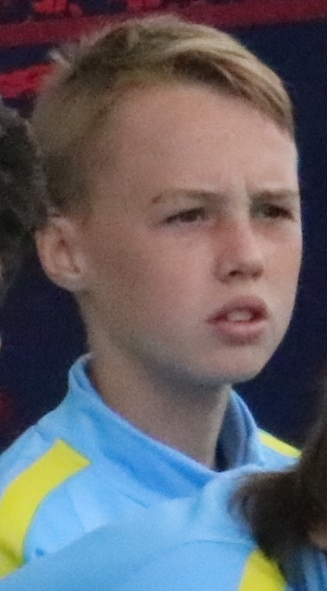
بالمر في 2016

### مانشستر سيتي
رغم أنه كان من مشجعي مانشستر يونايتد، انضم كول بالمر إلى مانشستر سيتي في عام 2010 ضمن فئة تحت 8 سنوات، وتدرج في الفئات العمرية لأكاديمية النادي حتى تولّى شارة القيادة لفريق تحت 18 عامًا خلال موسم 2019–2020. واجه بالمر منذ سن الرابعة عشرة شكوكًا حول قدرته الجسدية على التكيّف مع متطلبات كرة القدم الاحترافية، حيث اعتبر بعض المدربين في الأكاديمية أن بنيته الجسدية ضعيفة جدًا، وطرحوا فكرة الاستغناء عنه عند بلوغه سن السادسة عشرة، إلا أن مدير الأكاديمية آنذاك جيسون ويلكوكس رفض وقرر الإبقاء عليه.
في 30 سبتمبر 2020، شارك بالمر في أول مباراة له مع الفريق الأول لمانشستر سيتي، في مواجهة انتهت بالفوز 3–0 خارج أرضهم على بيرنلي ضمن الدور الرابع من كأس رابطة الأندية الإنجليزية المحترفة. وفي 21 سبتمبر 2021، سجل أول أهدافه مع الفريق والفوز 6–1 على ويكومب وندررز (من دوري الدرجة الأولى) ضمن الدور الثالث من البطولة نفسها. في 16 أكتوبر 2021، شارك بديلًا في مباراة بالدوري الإنجليزي الممتاز ضد بيرنلي، وفي الليلة ذاتها أحرز ثلاثية (هاتريك) مع فريق مانشستر سيتي تحت 23 عامًا. في 19 أكتوبر 2021، سجل هدفه الأول في المنافسات الأوروبية كبديل في المباراة التي انتهت بالفوز 5–1 على كلوب بروج ضمن دور المجموعات في دوري أبطال أوروبا. في 7 يناير 2022، سجل بالمر أول أهدافه في كأس الاتحاد الإنجليزي، في المباراة التي انتهت بالفوز 4–1 خارج الديار على سويندون تاون (من دوري الدرجة الثانية).

#### موسم 2022–23

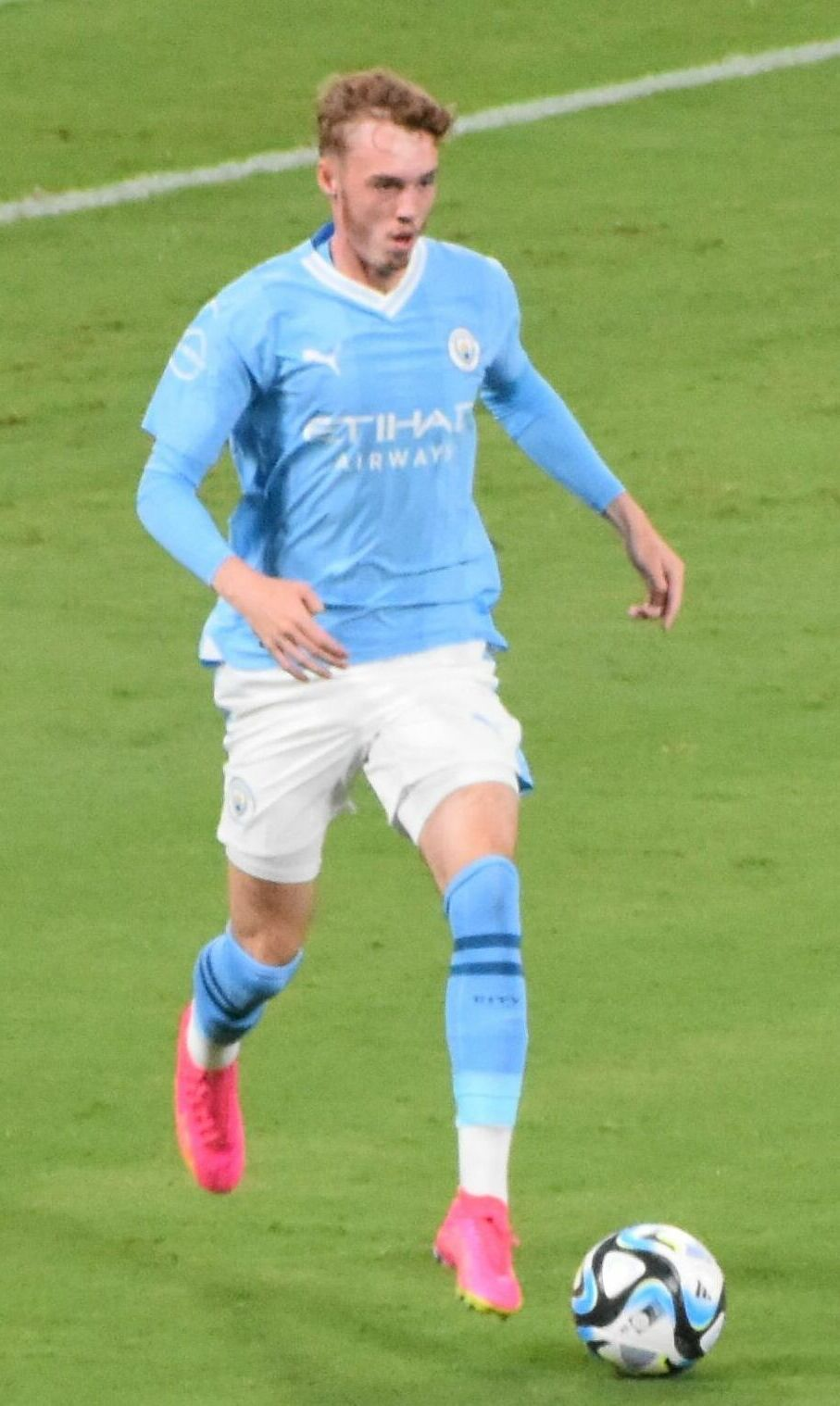
بالمر يلعب لمانشستر سيتي في 2023

شهد كول بالمر زيادة في مشاركاته خلال موسم 2022–2023، رغم أنه ظل غالبًا ما يظهر بديلًا. ومع ذلك، فقد ساهم في فوز مانشستر سيتي بلقب الدوري الإنجليزي الممتاز، من خلال مشاركته في 14 مباراة بالدوري. في 18 مارس 2023، سجّل الهدف الخامس للفريق في أداء مهيمن ضد بيرنلي، ضمن ربع نهائي كأس الاتحاد الإنجليزي. كما شارك بالمر في أربع مباريات خلال مشوار مانشستر سيتي نحو تحقيق لقب دوري أبطال أوروبا.
في 6 أغسطس 2023، سجّل بالمر الهدف الأول في مباراة درع الاتحاد الإنجليزي أمام أرسنال، بعد دخوله بديلًا لإيرلينغ هالاند في الشوط الثاني. إلا أن أرسنال أدرك التعادل في الوقت بدل الضائع، وفاز بالمباراة بركلات الترجيح.
بعد عشرة أيام فقط، سجل بالمر هدف التعادل في مباراة كأس السوبر الأوروبي 2023 ضد إشبيلية، التي انتهت بالتعادل 1–1، قبل أن يفوز مانشستر سيتي 5–4 بركلات الترجيح. وكانت تلك آخر مباراة يخوضها بالمر مع مانشستر سيتي.

### تشيلسي

#### 2023–24: موسم الانطلاقة وجائزة أفضل لاعب شاب
في 1 سبتمبر، وقع كول بالمر عقدًا مع نادي تشيلسي الإنجليزي لمدة سبع سنوات، مع خيار التمديد لعام إضافي. وبلغت قيمة الصفقة المبدئية حوالي 40 مليون جنيه إسترليني، مع إمكانية زيادتها بمقدار 2.5 مليون جنيه من خلال الحوافز الإضافية. شارك بالمر لأول مرة مع تشيلسي في اليوم التالي للصفقة بديلًا في الدقيقة 62 خلال خسارة الفريق 1–0 على أرضه أمام نوتنغهام فورست.في 7 أكتوبر، سجّل بالمر أول أهدافه مع تشيلسي من ركلة جزاء، كما قدّم تمريرة حاسمة لهدف نيكولاس جاكسون، في فوز خارج الديار بنتيجة 4–1 على بيرنلي. في 6 نوفمبر، سجل هدفًا وصنع آخر في انتصار كبير 4–1 على غريمه اللندني توتنهام هوتسبير خارج الأرض. بعد ستة أيام فقط، سجّل بالمر ركلة جزاء في الوقت بدل الضائع أمام فريقه السابق مانشستر سيتي، لتنتهي المباراة المثيرة بالتعادل 4–4 على ملعب ستامفورد بريدج.
في المباراة الأخيرة لتشيلسي في عام 2023 خارج أرضه أمام لوتون تاون، سجل بالمر هدفين لأول مرة في مسيرته الاحترافية، كما صنع هدفًا لنوني مادويكي، وفاز تشيلسي بنتيجة 3–2. نتيجة لأدائه خلال ديسمبر، والذي شمل أربعة أهداف وتمريرتين حاسمتين، رُشِّح لجائزة لاعب الشهر في الدوري الإنجليزي الممتاز، ورُشِّح هدفه الثاني ضد لوتون تاون لجائزة هدف الشهر في الدوري. في 23 يناير 2024، سجل بالمر ثنائية أخرى، هذه المرة في نصف نهائي كأس الرابطة، حيث فاز تشيلسي على ميدلزبره 6–1 (6–2 في المجموع) ليتأهل إلى النهائي في ملعب ويمبلي. سجل هدفه العاشر في الدوري هذا الموسم في 4 فبراير في خسارة على أرضه 4–2 أمام وولفرهامبتون، ليصبح أول لاعب من تشيلسي بعمر 21 عامًا أو أقل يسجل 10 أهداف في موسم واحد من الدوري الإنجليزي الممتاز.
في 29 فبراير، حصل بالمر على جائزة أفضل لاعب شاب في لندن في جوائز كرة القدم في لندن لعام 2024. من خلال صناعته لهدف أكسيل ديساسي ضد برينتفورد في 2 مارس، أصبح بالمر لاعب تشيلسي صاحب أكبر عدد من المساهمات التهديفية في موسم واحد بعمر 21 عامًا أو أقل، متجاوزًا عدد مساهمات آريين روبن البالغ 16 في موسم 2004–05.
في 4 أبريل، رُشِّح بالمر لجائزة لاعب الشهر في الدوري الإنجليزي الممتاز للمرة الثانية بعد عروض مميزة خلال مارس، سجل فيها ثلاثة أهداف وقدم تمريرتين حاسمتين. في وقت لاحق من اليوم، سجل أول هاتريك في مسيرته، شمل هدفين في الوقت المحتسب بدل الضائع ليكمل عودة تشيلسي في الفوز 4–3 على أرضه ضد مانشستر يونايتد. بذلك، أصبح بالمر اللاعب رقم 200 في تاريخ الدوري الإنجليزي الممتاز الذي يسجل هاتريك، وثالث أصغر لاعب يفعل ذلك في مباراة ضد مانشستر يونايتد. أداء بالمر في هذه المباراة جعله ثالث لاعب على الإطلاق يفوز بجائزة “مغيّر مجريات اللعب” في الدوري الإنجليزي الممتاز.
في 15 أبريل، سجل بالمر ثاني هاتريك في مسيرته ضد إيفرتون في فوز 6–0 على أرضه، وأنهى المباراة بأربعة أهداف، ليصبح اللاعب رقم 31 في الدوري الإنجليزي الممتاز الذي يسجل أربعة أهداف أو أكثر في مباراة واحدة، وأول لاعب من تشيلسي يسجل ثلاثيتين (هاتريك) في الدوري في موسم واحد. سجل أيضًا أسرع هاتريك مثالي في الدوري الإنجليزي الممتاز خلال 29 دقيقة. علاوة على ذلك، أصبح ثالث لاعب في تاريخ النادي يسجل 20 هدفًا أو أكثر في موسمه الأول، بعد جيمي فلويد هاسلبانك في موسم 2000–01 ودييغو كوستا في موسم 2014–15.
في 5 مايو، سجل بالمر في الفوز 5–0 على أرضه ضد وست هام يونايتد، ليصبح ثالث لاعب فقط في تاريخ الدوري الإنجليزي الممتاز بعمر 21 عامًا أو أقل يساهم في 30 هدفًا أو أكثر في موسم واحد. بعد ذلك، اُختير لاعب الموسم في تشيلسي من قبل زملائه، ولاعب الموسم في تشيلسي بتصويت الجماهير، بالإضافة إلى فوزه بجائزة لاعب الشهر في الدوري الإنجليزي الممتاز لشهر أبريل 2024 وجائزة هدف الشهر في الدوري الإنجليزي الممتاز عن هدفه الأول ضد إيفرتون، ليصبح أول لاعب في تاريخ تشيلسي وخامس لاعب بشكل عام يفوز بجائزتي لاعب الشهر وهدف الشهر في نفس الشهر. في 11 مايو، خاض بالمر مباراته رقم 50 في الدوري الإنجليزي الممتاز، وقدم تمريرة حاسمة في الفوز 3–2 خارج الأرض ضد نوتنغهام فورست. بذلك، أصبح بالمر اللاعب رقم 13 في تاريخ الدوري الإنجليزي الممتاز الذي يسجل 20 هدفًا أو أكثر ويقدم 10 تمريرات حاسمة أو أكثر في نفس الموسم.
أنهى بالمر الموسم بإجمالي 27 هدفًا و15 تمريرة حاسمة في جميع المسابقات؛ وكان لديه أكبر عدد من المساهمات التهديفية (33: 22 هدفًا، 11 تمريرة حاسمة) في موسم 2023–24 من الدوري الإنجليزي الممتاز. فاز بجائزتي أفضل لاعب شاب في الدوري الإنجليزي الممتاز، ولاعب الجماهير في رابطة اللاعبين المحترفين، كما رُشِّح لجائزتي لاعب الموسم في الدوري الإنجليزي الممتاز، ولاعب العام في رابطة كتاب كرة القدم. رُشِّح هدفه الفائز بجائزة هدف الشهر ضد إيفرتون في أبريل لجائزة هدف الموسم في الدوري الإنجليزي الممتاز.

### 2024–25: لقب دوري المؤتمر وكأس العالم للأندية

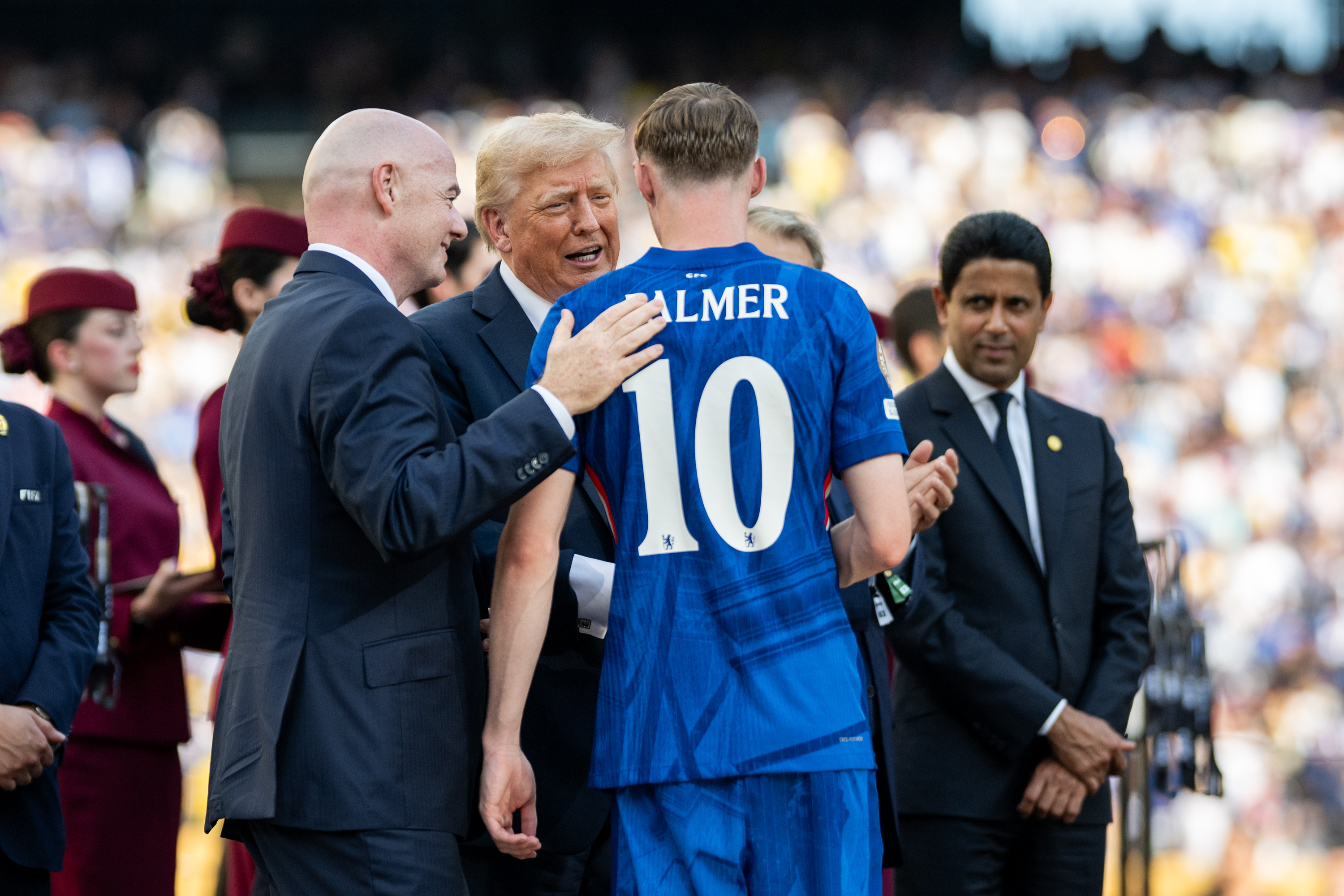
تسلّم بالمر الكرة الذهبية لكأس العالم للأندية 2025 من رئيس الولايات المتحدة دونالد ترامب.

قبل انطلاق موسمه الثاني مع تشيلسي، وقّع كول بالمر عقدًا جديدًا طويل الأمد مع النادي لمدة تسع سنوات، ليبقى بموجبه في الفريق حتى يونيو 2033 على الأقل. في 20 أغسطس، حصل بالمر على جائزة أفضل لاعب شاب في العام المقدّمة من رابطة اللاعبين المحترفين. وبعد خمسة أيام، سجّل أول أهدافه في الموسم الجديد أمام وولفرهامبتون على ملعب مولينيو. وقد فاز هذا الهدف لاحقًا بجائزة هدف الشهر في الدوري الإنجليزي الممتاز لشهر أغسطس 2024، ليُصبح بالمر أول لاعب في تاريخ الدوري يحقق هذه الجائزة مرتين متتاليتين عبر موسمين مختلفين. في الشوط الثاني من المباراة نفسها، صنع بالمر الأهداف الثلاثة لزميله نوني مادويكي، ليساهم بفوز تشيلسي 6–2 على وولفز، وهو الأداء الذي جعله مرشحًا لجائزة لاعب الشهر في الدوري الإنجليزي الممتاز لشهر أغسطس 2024.

## مسيرته الدولية
مثّل كول بالمر منتخب إنجلترا تحت 17 سنة في بطولة أمم أوروبا تحت 17 سنة لعام 2019.
في 27 أغسطس 2021، تلقّى بالمر أول استدعاء له للانضمام إلى منتخب إنجلترا تحت 21 سنة. و سجّل هدفًا في أول مباراة له مع المنتخب والتي انتهت بالفوز 2–0 على كوسوفو ضمن تصفيات بطولة أوروبا تحت 21 سنة لعام 2023. ضُمَّ بالمر لاحقًا إلى قائمة منتخب إنجلترا المشاركة في بطولة أوروبا تحت 21 سنة 2023، وشارك أساسيًا في المباراة النهائية التي تُوّج فيها المنتخب الإنجليزي باللقب.
في 13 نوفمبر 2023، تلقّى بالمر أول استدعاء له للانضمام إلى المنتخب الإنجليزي الأول، استعدادًا لمباريات التصفيات المؤهلة لبطولة أمم أوروبا 2024 ضد كلٍّ من مالطا ومقدونيا الشمالية. وفي 17 نوفمبر، خاض بالمر أول مباراة دولية له مع المنتخب الأول، عندما دخل بديلًا في الدقيقة 61 خلال الفوز 2–0 على مالطا في ملعب ويمبلي.
في مايو 2024، أُختير بالمر ضمن القائمة الأولية المكونة من 33 لاعبًا لبطولة يورو 2024. وفي 3 يونيو، شارك أساسيًا لأول مرة مع المنتخب الإنجليزي وسجّل أول أهدافه الدولية مع الفريق الأول، وذلك في مباراة ودية أمام البوسنة والهرسك. وبعد ثلاثة أيام، تم إدراجه في القائمة النهائية المكونة من 26 لاعبًا التي أعلنها المدرب جاريث ساوثغيت للمشاركة في البطولة. شارك بالمر في أول ظهور له في بطولة رسمية، عندما دخل بديلًا في مباراة إنجلترا أمام سلوفينيا، ضمن الجولة الأخيرة من دور المجموعات (المجموعة C)، وذلك بتاريخ 25 يونيو. وبعد خمسة أيام، شارك مرة أخرى كبديل، حيث دخل في الدقيقة 66 بديلًا لكييران تريبيير، خلال فوز إنجلترا على سلوفاكيا بنتيجة 2–1 في الوقت الإضافي، في دور الـ16 من البطولة.
في مباراة ربع النهائي أمام سويسرا، دخل بالمر في الدقيقة 78 بديلًا لإيزري كونسا، وسجّل أول ركلة ترجيحية ناجحة لإنجلترا ضمن سلسلة الركلات التي انتهت بفوز إنجلترا 5–3.
في 10 يوليو، وخلال مباراة نصف النهائي ضد هولندا، دخل بالمر بديلًا مع أولي واتكينز في الدقيقة 81، ومرر تمريرة حاسمة لواتكينز الذي سجّل هدف الفوز في الدقيقة 90، ليقود إنجلترا إلى نهائي بطولة أوروبا للمرة الثانية على التوالي، ولأول مرة في تاريخها في نهائي يُقام خارج الأراضي الإنجليزية.
وفي 14 يوليو، شارك بالمر بديلًا في الدقيقة 70 من المباراة النهائية أمام إسبانيا، وتمكّن من تسجيل هدف التعادل لإنجلترا بعد ثلاث دقائق فقط، بتسديدة من خارج منطقة الجزاء.
لكن المنتخب الإسباني عاد وسجّل هدف الفوز لتنتهي المباراة بنتيجة 2–1 لصالح إسبانيا.
في 8 أكتوبر 2024، حصل كول بالمر على جائزة أفضل لاعب في منتخب إنجلترا للرجال عن موسم 2023–24.

## حياته الشخصية
ينحدر كول بالمر من أصول أفرو-كيتيسية (من سانت كيتس ونيفيس) من جهة والده. هاجر جده ستيري (من مواليد 1953) إلى المملكة المتحدة في عام 1960 عندما كان يبلغ من العمر ست سنوات، بينما كان أجداده الأكبر سنًا (أي والدا ستيري) من بين أفراد جيل "ويندراش"، الذين هاجروا قبل ذلك بخمس سنوات، أي في عام 1955. يُزيّن كول بالمر حذاءه الكروي بعلمي إنجلترا وسانت كيتس ونيفيس، في إشارة إلى جذوره العرقية وهويته الوطنية.

## الملف الشخصي للاعب

### أسلوب اللعب
يُعد بالمر صانع ألعاب، يشغل بشكل أساسي مركز الوسط الهجومي بالرقم عشرة، إلا أنه قادر أيضًا على اللعب جناحًا في أي من الجهتين. بدقته الذهنية عند تنفيذ ركلات الجزاء، فضلًا عن تمريراته ومهاراته في المراوغة، وقدرته على صناعة الأهداف وتسجيلها. غالبًا ما يلجأ إلى التسديد من مسافات بعيدة، والتوغل داخل خطوط دفاع الخصم. وعلى الرغم من كونه يساريًّا في الأساس، إلا أنه يتقن اللعب بقدمه اليمنى أيضًا. وقد وصفته وسائل إعلام عديدة بأنه من بين أفضل لاعبي الوسط الهجومي في كرة القدم العالمية.

### الاستقبال
وصف لي جونسون، المدير الفني السابق لبريستول سيتي وسندرلاند، بالمر بأنه «مصارع ثيران يظهر كتفه» وأشاد بقدراته الفنية. كما أشاد أيضًا بهدوء بالمر على أرض الملعب، وخاصة عند تنفيذ ركلات الجزاء، مما أكسبه لقب "بالمر البارد". وقد استجاب لهذا بالاحتفال بالأهداف بذراعيه المتقاطعتين ويديه تفرك كتفيه، وهي الخطوة التي نسبها إلى زميله السابق في فريق مانشستر سيتي مورغان روجرز.

## الإحصائيات

### النادي
آخر تحديث من المباراة التي لُعبت في 13 يوليو 2025
.
| النادي                  | الموسم   | الدوري                   | الدوري  | الدوري  | كأس الاتحاد الإنجليزي | كأس الاتحاد الإنجليزي | كأس رابطة الأندية الإنجليزية المحترفة | كأس رابطة الأندية الإنجليزية المحترفة | قاري   | قاري    | أخرى   | أخرى    | المجموع | المجموع |
| النادي                  | الموسم   | الدرجة                   | الظهور  | الأهداف | الظهور                | الأهداف               | الظهور                                | الأهداف                               | الظهور | الأهداف | الظهور | الأهداف | الظهور  | الأهداف |
| ----------------------- | -------- | ------------------------ | ------- | ------- | --------------------- | --------------------- | ------------------------------------- | ------------------------------------- | ------ | ------- | ------ | ------- | ------- | ------- |
| مانشستر سيتي تحت 21 سنة | 2019–20  | —                        | —       | —       | —                     | —                     | —                                     | —                                     | —      | —       | 2      | 0       | 2       | 0       |
| مانشستر سيتي تحت 21 سنة | 2021–22  | —                        | —       | —       | —                     | —                     | —                                     | —                                     | —      | —       | 1      | 1       | 1       | 1       |
| مانشستر سيتي تحت 21 سنة | المجموع  | المجموع                  | المجموع | المجموع | —                     | —                     | —                                     | —                                     | —      | —       | 3      | 1       | 3       | 1       |
| مانشستر سيتي            | 2020–21  | الدوري الإنجليزي الممتاز | 0       | 0       | 0                     | 0                     | 1                                     | 0                                     | 1      | 0       | —      | —       | 2       | 0       |
| مانشستر سيتي            | 2021–22  | الدوري الإنجليزي الممتاز | 4       | 0       | 1                     | 1                     | 2                                     | 1                                     | 3      | 1       | 1      | 0       | 11      | 3       |
| مانشستر سيتي            | 2022–23  | الدوري الإنجليزي الممتاز | 14      | 0       | 4                     | 1                     | 3                                     | 0                                     | 4      | 0       | 0      | 0       | 25      | 1       |
| مانشستر سيتي            | 2023–24  | الدوري الإنجليزي الممتاز | 1       | 0       | —                     | —                     | —                                     | —                                     | —      | —       | 2      | 2       | 3       | 2       |
| مانشستر سيتي            | المجموع  | المجموع                  | 19      | 0       | 5                     | 2                     | 6                                     | 1                                     | 8      | 1       | 3      | 2       | 41      | 6       |
| تشيلسي                  | 2023–24  | الدوري الإنجليزي الممتاز | 33      | 22      | 6                     | 1                     | 6                                     | 2                                     | —      | —       | —      | —       | 45      | 25      |
| تشيلسي                  | 2024–25  | الدوري الإنجليزي الممتاز | 37      | 15      | 1                     | 0                     | 0                                     | 0                                     | 4      | 0       | 6      | 3       | 48      | 18      |
| تشيلسي                  | المجموع  | المجموع                  | 67      | 37      | 7                     | 1                     | 6                                     | 2                                     | 4      | 0       | 6      | 3       | 90      | 43      |
| الإجمالي                | الإجمالي | الإجمالي                 | 86      | 37      | 12                    | 3                     | 12                                    | 3                                     | 12     | 1       | 12     | 6       | 134     | 50      |

1. 1 2  المباراة في كأس دوري كرة القدم الإنجليزية
2. 1 2 3  المباريات في دوري أبطال أوروبا
3. ↑  المباراة في درع المجتمع الإنجليزي
4. ↑  مباراة واحدة وهدف واحد في درع المجتمع الإنجليزي، ومباراة واحدة وهدف واحد في كأس السوبر الأوروبي
5. ↑  المباريات في دوري المؤتمر الأوروبي

### المنتخب
آخر تحديث من المباراة التي لُعبت في 13 أكتوبر 2024
.
| المنتخب الوطني | العام   | الظهور | الأهداف |
| -------------- | ------- | ------ | ------- |
| إنجلترا        | 2023    | 2      | 0       |
| إنجلترا        | 2024    | 9      | 2       |
| المجموع        | المجموع | 11     | 2       |

آخر تحديث من المباراة لُعبت في 13 أكتوبر 2024
.
يتم إدراج نتيجة إنجلترا أولاً، ويشير عمود النتيجة إلى النتيجة بعد كل هدف لبالمر
| # | التاريخ       | المكان                                     | م. | الخصم           | الهدف | النتيجة | المسابقة              | م.     |
| - | ------------- | ------------------------------------------ | -- | --------------- | ----- | ------- | --------------------- | ------ |
| 1 | 3 يونيو 2024  | سانت جيمس بارك، نيوكاسل أبون تاين, إنجلترا | 3  | البوسنة والهرسك | 1–0   | 3–0     | مباراة ودية           | [ 75 ] |
| 2 | 14 يوليو 2024 | الملعب الأولمبي، برلين, ألمانيا            | 9  | إسبانيا         | 1–1   | 1–2     | بطولة أمم أوروبا 2024 | [ 76 ] |

## الإنجازات
مانشستر سيتي
- الدوري الإنجليزي الممتاز: 2022–23[77]
- كأس الاتحاد الإنجليزي: 2022–23[78]
- دوري أبطال أوروبا: 2022–23[79]
- كأس السوبر الأوروبي: 2023[80]

تشيلسي
- دوري المؤتمر الأوروبي: 2024–25
- كأس العالم للأندية: 2025
- كأس رابطة الأندية الإنجليزية المحترفة الوصيف: 2023–24[81]

إنجلترا تحت 21 سنة
- بطولة أمم أوروبا تحت 21 سنة: 2023[82]

إنجلترا
- بطولة أمم أوروبا الوصيف: 2024[83]

الفردية
- أفضل لاعب في إنجلترا للرجال[الإنجليزية]: 2023–24[84]
- جوائز لندن لكرة القدم لأفضل لاعب شاب في العام: 2024[33]
- لاعب العام في نادي تشيلسي[الإنجليزية]: 2023–24[85]
- لاعب الموسم في تشيلسي: 2023–24[85]
- لاعب الشهر في الدوري الإنجليزي الممتاز: أبريل 2024، سبتمبر 2024[77]
- جائزة هدف الشهر في الدوري الإنجليزي الممتاز: April 2024,[86] August 2024[87]
- جائزة أفضل لاعب شاب في الدوري الإنجليزي الممتاز: 2023–24[77]
- لاعب العام حسب تصويت جماهير رابطة اللاعبين المحترفين: 2023–24[88]
- أفضل لاعب في العام حسب تصويت جماهير رابطة اللاعبين المحترفين: 2023–24[9]
- لاعب الموسم المغير لنتائج الدوري الإنجليزي الممتاز[الإنجليزية]: 2023–24[89]
- فريق مشجعي الدوري الإنجليزي الممتاز للموسم: 2023–24[90]
- فريق الموسم للدوري الإنجليزي الممتاز: 2023–24[91]
- فريق الموسم للدوري الإنجليزي الممتاز من فانتزي بريميرليغ: 2023–24[92]

## وصلات خارجية
- كول بالمر على موقع الاتحاد الأوربي (الإنجليزية)
- كول بالمر على موقع قاعدة بيانات كرة القدم.إي يو (الإنجليزية)
- كول بالمر على موقع ليكيب (الفرنسية)
- كول بالمر على موقع ناشيونال فوتبول تيمز (الإنجليزية)
- كول بالمر على موقع Soccerbase.com (لاعب) (الإنجليزية)
- كول بالمر على موقع Soccerway.com (الإنجليزية)
- كول بالمر على موقع عالم كرة القدم.نت (الإنجليزية)
- كول بالمر على موقع AS.com (الإسبانية)
- كول بالمر على موقع IMDb (الإنجليزية)